# Arachnomyia ornatipes
Arachnomyia ornatipes är en tvåvingeart som beskrevs av Hardy 1939. Arachnomyia ornatipes ingår i släktet Arachnomyia och familjen styltflugor. Inga underarter finns listade i Catalogue of Life.